# Muscoda (Wisconsin)
Muscoda est un village des comtés de Grant et d'Iowa, dans l'État du Wisconsin, aux États-Unis. En 2020, il comptait une population de 1 307 habitants.